# 113 Амалтеја
113 Амалтеја је астероид главног астероидног појаса са пречником од приближно 46,14 km.
Афел астероида је на удаљености од 2,585 астрономских јединица (АЈ) од Сунца, а перихел на 2,166 АЈ.
Ексцентрицитет орбите износи 0,088, инклинација (нагиб) орбите у односу на раван еклиптике 5,039 степени, а орбитални период износи 1337,726 дана (3,662 године).
Апсолутна магнитуда астероида је 8,74 а геометријски албедо 0,264.
Астероид је откривен 12. марта 1871. године.